# پرل میست
پرل میست (به انگلیسی: Pearl Mist) یک کشتی است که طول آن ۳۳۵ فوت (۱۰۲ متر) می‌باشد. این کشتی  در سال ۲۰۱۰ ساخته شد.